# Linda Morais
Linda Morais (31 de julio de 1993) es una deportista canadiense que compite en lucha libre. Ganó tres medallas en el Campeonato Mundial de Lucha entre los años 2016 y 2022.

## Palmarés internacional
| Campeonato Mundial | Campeonato Mundial     | Campeonato Mundial | Campeonato Mundial |
| Año                | Lugar                  | Medalla            | Categoría          |
| ------------------ | ---------------------- | ------------------ | ------------------ |
| 2016               | Budapest (Hungría)     | Medalla de bronce  | 60 kg              |
| 2019               | Nursultán (Kazajistán) | Medalla de oro     | 59 kg              |
| 2022               | Belgrado (Serbia)      | Medalla de bronce  | 68 kg              |